# Most Džamarat
Most Džamarat (arabsky: جسر الجمرات; přepis: Jisr Al-Jamaraat) je most pro pěší v oblasti Miná v Saúdské Arábii blízko Mekky užívaný muslimy během rituálu kamenování satana v průběhu hadždže. Most byl původně postaven v roce 1963 a od té doby byl několikrát rozšířen. Cílem mostu je umožnit poutníkům házet kameny na tři kamenné pilíře buď ze země nebo z mostu. Pilíře vystupují z mostu třemi otvory. Až do roku 2006 měl most jedno patro (tzn. základnu a nad ní jednu úroveň mostu).
V určitých časech se může na mostě shromáždit až jeden milion lidí, což někdy vedlo k fatálním nehodám. Slovo "Jamaraat" je množné číslo od slova jamrah, které je arabským výrazem pro každý z pilířů patřících k rituálu kamenování. Doslova to znamená malý kus kamene nebo oblázek.

## Nový most
Po hadždži v lednu 2006 byl starý most zdemolován a začala stavba nového několikaúrovňového mostu. V období hadždže 2006/2007 byly dokončeny základna a první patro mostu, což se obešlo bez nehod. Dokončení stavby dalších dvou úrovní bylo plánováno na období 1428 AH (prosinec 2007) hadždže.
Nový most (navržený společností Dar Al-Handasah a postavený skupinou Bin Ladin) obsahuje širší vnitřní prostor bez sloupů a má několikrát delší pilíře než jeho předchůdce. Pro snadnější přístup byly vybudovány další rampy a tunely, úzké průchody byly vynechány. Na ochranu poutníků před pouštním sluncem jsou plánovány velké baldachýny, které by měly pokrýt každý ze tří pilířů. K pilířům byly rovněž přistavěny rampy, aby urychlily evakuaci v případě nutnosti. Navíc vydaly saúdské úřady fatwu nařizující, že kamenování se má konat mezi východem a západem slunce spíše než v poledne, což upřednostňuje většina poutníků.

## Bezpečnostní opatření

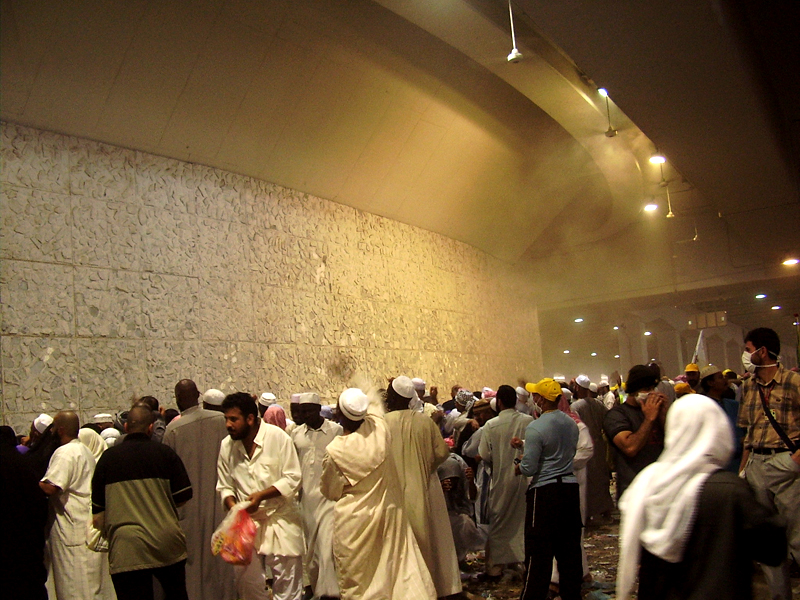
Poutníci kamenují pilíř v nižším patře

Během hadždže užívá most tolik lidí, že přelidnění by mohlo být hazardem. Navíc v poslední den hadždže si někteří mohou s sebou přinést svá zavazadla:
- 23. května 1994 zemřelo při panice nejméně 270 poutníků.
- 9. dubna 1998 bylo nejméně 118 poutníků ušlapáno k smrti a dalších 180 zraněno.
- 5. března 2001 bylo při panice ušlapáno k smrti 35 poutníků.
- 11. února 2003 stál rituál kamenování satana život 14 poutníků.
- 1. února 2004 bylo při panice zabito 251 poutníků a dalších 244 zraněno.
- 12. ledna 2006 bylo při panice zabito nejméně 346 poutníků a zraněno nejméně 289 dalších.

Po události z roku 2004 investovaly saúdské úřady do stavby hlavní konstrukce přímo na mostě a v jeho okolí. Byly postaveny další přístupové cesty, můstky a únikové východy a tři válcovité pilíře byly nahrazeny delšími a vyššími protáhlými stěnami z betonu, aby byl umožněn současný přístup více poutníkům. Další rok oznámily plány pro nový, čtyřpatrový most.